# پل پاپیلا
پاپیلا یک پل باستانی در شرق شهر دزفول است که تنها پایه‌های آن باقی مانده است. قدمت این پل به طور دقیق مشخص نشده است اما برخی کارشناسان بنای پل را تا سلسله اشکانیان تخمین می‌زنند. از این پل ۲۳ ستون باقی‌مانده است که هیچکدام از ستون‌ها به یکدیگر متصل نیستند.

## موقعیت
پل پاپیلا در شرق شهر دزفول، در منطقه‌ی ماهور برنجی در میان معادن سنگ و شن و ماسه قرار دارد.